# José Ríos del Campo
José Ríos del Campo; (Rancagua, 24 de noviembre de 1886 - 31 de enero de 1943) fue un Ingeniero y político liberal chileno. Hijo de Felipe Ríos García y Graciela del Campo Arriaza.
Realizó sus estudios en el Liceo de Hombres de Rancagua, posteriormente, se desempeñó en labores agrícolas en el fundo familiar, al oriente de Codegua. Poco después compró terrenos en lo que hoy es el sector San Ramón de la comuna de Rancagua.
Fue elegido dos veces consecutivas como Alcalde de la Municipalidad de Rancagua (1932-1933 y 1933-1934). Durante su administración inició la remodelación de la Escuela N.º1 de Hombres de Rancagua y otros edificios públicos.